# Août 2012 en sport
Cette page concerne l'actualité sportive du mois d'août 2012

## Faits marquants

### Samedi4 août
- Rugby à XV : les Chiefs s'adjugent la victoire dans le Super 15 en battant largement les Sharks 37 à 6 dans une finale inédite[16]. C'est le premier titre de la franchise néo-zélandaise et c'est la quatrième défaite en trois finales pour l'équipe de Durban.

### Samedi18 août
- Rugby à XV : Début du Rugby Championship avec la victoire des All Blacks sur les Wallabies 19 à 27 . Pour son premier match dans cette compétition l'Argentine encaissent une défaite 27 à 6 face aux Springboks au Cap.

### 23 août
- Cyclisme : Lance Armstrong annonce qu'il ne fera pas appel des accusations de dopage par l'USADA ce qui épuise tous ses recours. L'organisme demande à l'UCI l'annulation de tout son palmarès ultérieur à 1998, dont acte au mois d'octobre[17].